# Boys & Girls (album)
Boys & Girls je debutové album americké rockové skupiny Alabama Shakes, které bylo vydáno 9. dubna 2012. Album se umístilo na 8. příčce americké hitparády Billboard 200 a na 3. místě britské hitparády UK Albums Chart.

## Recenze kritiků
Album bylo kritiky přijato velmi pozitivně. Kritik Gavin Haynes z NME ohodnotil album Boys & Girls pozitivní recenzí, "Mohli s tím, co mají udělat ještě mnohem víc. V mnoha ohledech je Boys & Girls perfektní album, které budete poslouchat po celý rok, přesto je ale často dosti netečné. Jejich nový nejlepší kamarád Jack White nehorázně okopíroval značnou část minulosti, svlékl ji a předělal ji k obrazu svému. Hvězdný vzestup Alabamy Shakes, který trval méně než rok, jim navzdory jejich očividně obrovskému talentu nenabídl dostatek času k tomu, aby zjistili, kdo vlastně ve skutečnosti jsou." V Los Angeles Times také ohodnotili album v pozitivní recenzi, kde se píše "První album Alabamy Shakes, "Boys & Girls," je elektrický šok, který by každý, kdo miluje bluesovou odnož rocku, měl ihned vystopovat. Skupina, založená v severní Alabamě v roce 2009, se skládá z tří mužů a jedné mladé exploze, která se jmenuje Brittany Howard (zpěvačka a kytariskta), která svým posluchačům nabízí svlečenou pravdu, bez jakékoliv přetvářky, teatrálnosti či ironie."

## Působení v hitparádách
Album startovalo v americké hitparádě Billboard 200 jako číslo 16. 12. dubna 2012 vstoupilo do irské hitparády Irish Albums Chart jako číslo 13. V britské hitparádě UK Albums Chart zahajovalo na pozici číslo 3 a číslo 1 v Official Record Store Chart.

## Seznam skladeb
| Pořadí         | Název                          | Délka |
| -------------- | ------------------------------ | ----- |
| 1.             | Hold On                        | 3:46  |
| 2.             | I Found You                    | 2:59  |
| 3.             | Hang Loose                     | 2:24  |
| 4.             | Rise to the Sun                | 3:08  |
| 5.             | You Ain't Alone                | 4:44  |
| 6.             | Goin' to the Party             | 1:45  |
| 7.             | Heartbreaker                   | 3:47  |
| 8.             | Boys & Girls                   | 3:25  |
| 9.             | Be Mine                        | 4:14  |
| 10.            | I Ain't the Same               | 2:55  |
| 11.            | On Your Way                    | 3:05  |
| 12.            | Heavy Chevy (bonusová skladba) | 2:25  |
| Celková délka: | Celková délka:                 | 38:37 |

## Obsazení
Alabama Shakes
- Zac Cockrell - basová kytara, doprovodné vokály, kytara
- Heath Fogg - kytara, doprovodné vokály, perkuse
- Brittany Howard - zpěv, kytara, piano, perkuse
- Steve Johnson - bubny, perkuse, doprovodné vokály

Přispívající muzikanti
- Paul Horton - Farfisa & Rhodes on "Rise To The Sun", piano & organ on "I Ain't The Same"
- Micah Hulscher - piano & varhany na skladbě "I Found You" & "Hang Loose"
- Mitch Jones - varhany na "Heartbreaker"
- Ben Tanner - piano & varhany na "Be Mine"

## Působení v hitparádách
| Hitparáda (2012)                | Nejvyšší pozice |
| ------------------------------- | --------------- |
| Belgian Albums Chart (Flanders) | 4               |
| Dutch Albums Chart              | 10              |
| German Albums Chart             | 59              |
| Irish Albums Chart              | 5               |
| Swedish Albums Chart            | 34              |
| Swiss Albums Chart              | 65              |
| UK Albums Chart                 | 3               |
| US Billboard 200                | 6               |
| US Rock Albums                  | 3               |
| US Alternative Albums           | 2               |
| UK Official Record Store Chart  | 1               |

## Historie vydání
| Země                   | Datum vydání   | Formát            | Vydavatelství       |
| ---------------------- | -------------- | ----------------- | ------------------- |
| Spojené státy americké | 3. dubna 2012  | Digitální stažení | ATO Records         |
| Spojené království     | 6. dubna 2012  | Digitální stažení | Rough Trade Records |
| Spojené království     | 9. dubna 2012  | CD                | Rough Trade Records |
| Spojené státy americké | 10. dubna 2012 | CD                | ATO Records         |